# 薩布里納島
66°57′S 163°17′E / 66.95°S 163.28°E

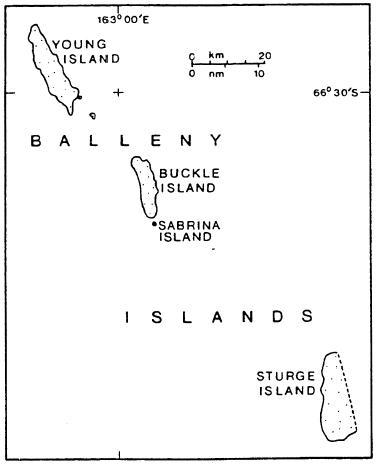

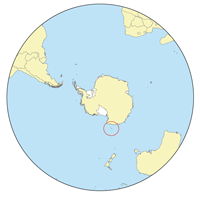

薩布里納島是英國海外領土福克蘭群島的島嶼，屬於巴雷尼群島的一部分，位於巴克爾島以南1.6公里，面積0.2平方公里，最高點海拔高度90米，島上無人居住。